# 苯二胺
苯二胺又称二氨基苯，化学式为C6H4(NH2)2，有三种异构体：
- 邻苯二胺（OPD）
- 间苯二胺（MPD）
- 对苯二胺（PPD）

两个氨基分别处于苯环的邻位、间位及对位。

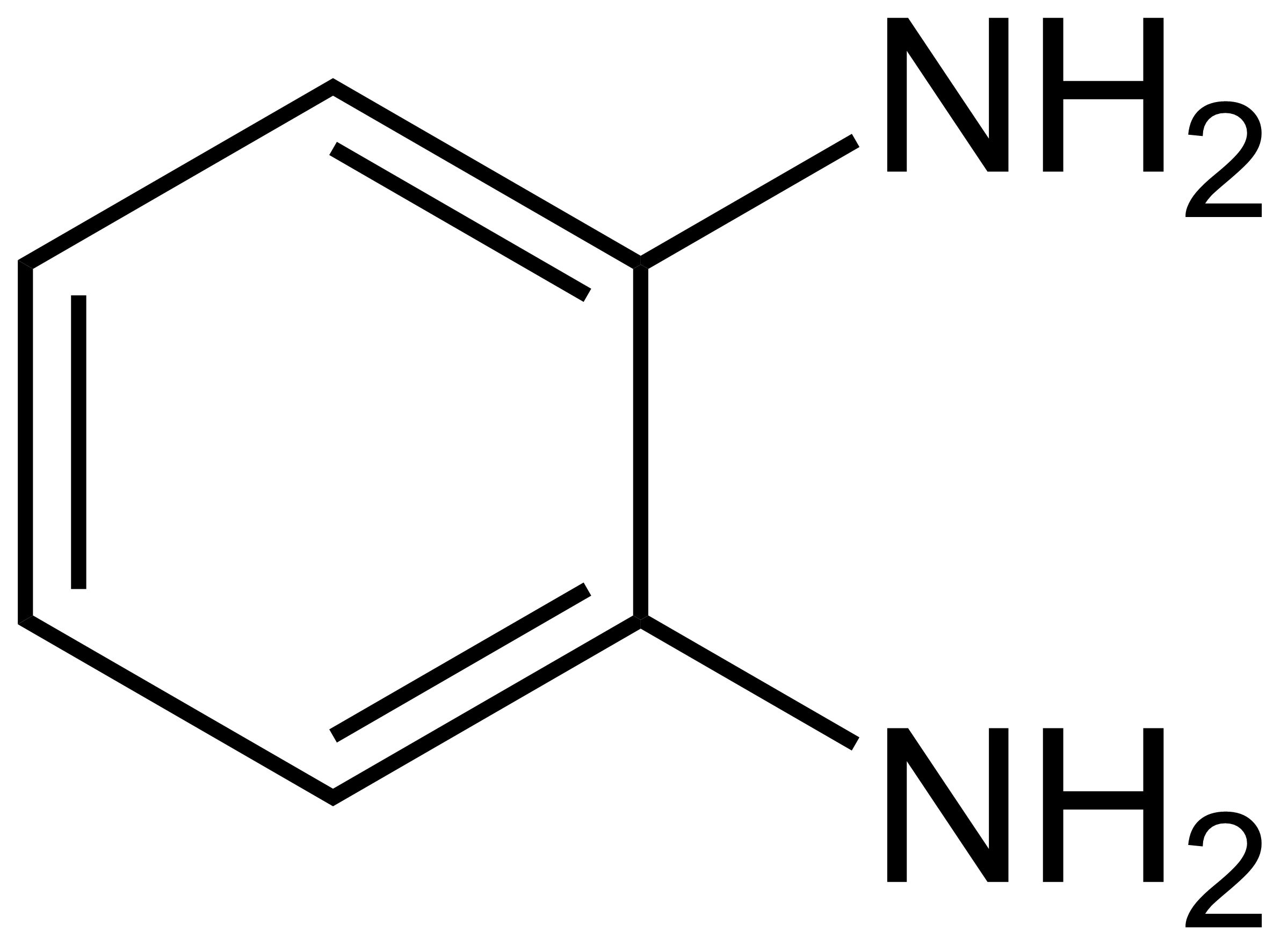
邻苯二胺
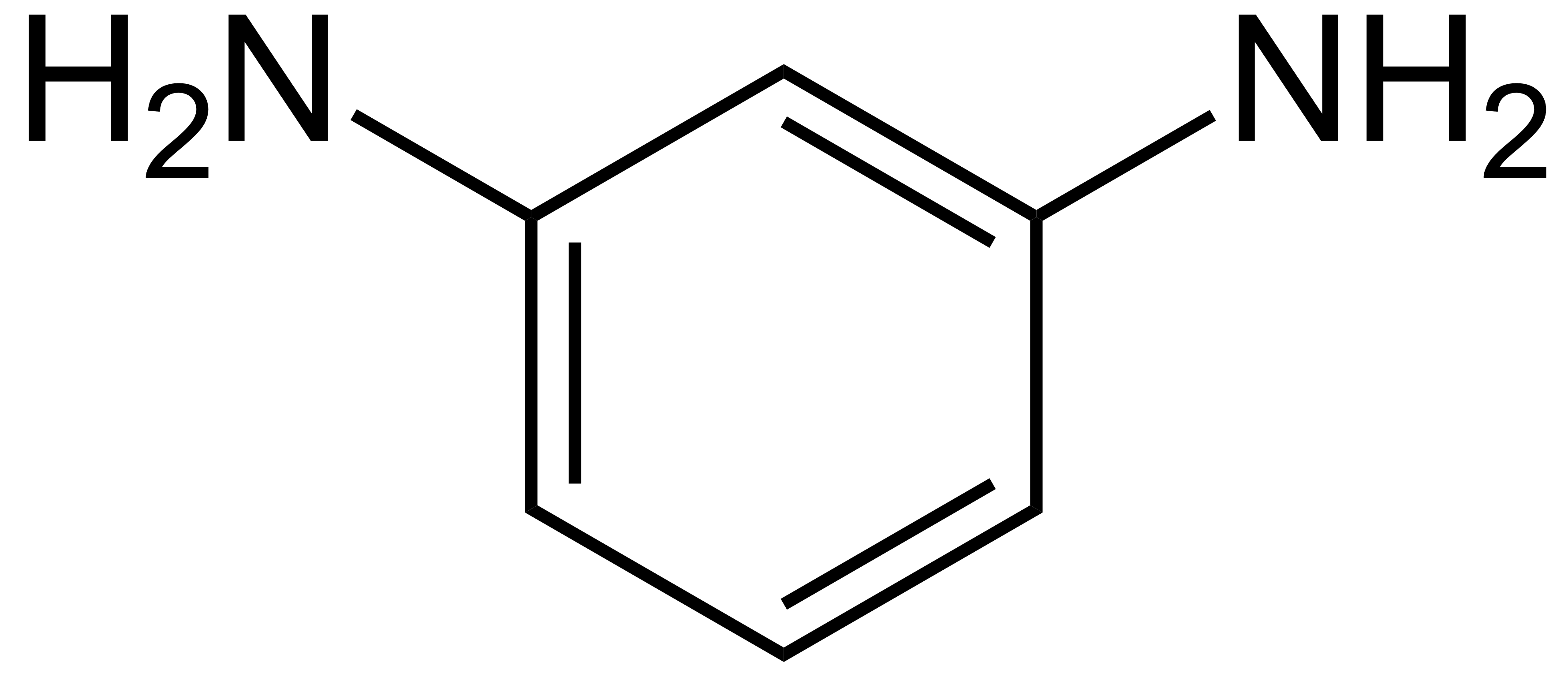
间苯二胺
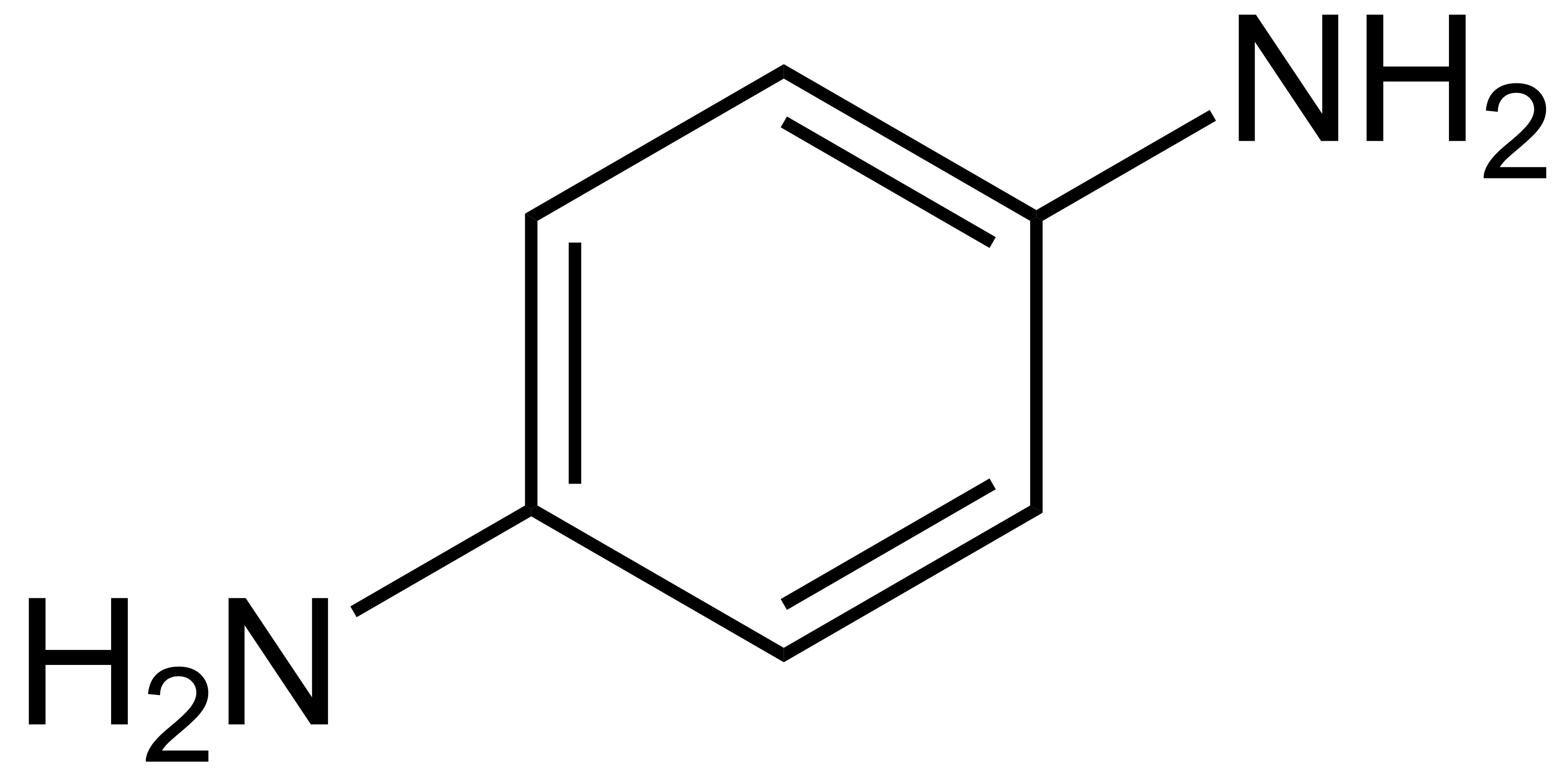
对苯二胺

|  | 这个同类索引页列出了具有相同或相似标题的化学条目。 除非您是有意链接至本页，否则应将相应条目的内部链接指向正确的条目。 |